# Liste der Monuments historiques in Margny-sur-Matz
Die Liste der Monuments historiques in Margny-sur-Matz führt die Monuments historiques in der französischen Gemeinde Margny-sur-Matz auf.

## Liste der Bauwerke
| Bezeichnung     | Beschreibung              | Standort | Kennzeichnung | Schutzstatus | Datum | Bild           |
| --------------- | ------------------------- | -------- | ------------- | ------------ | ----- | -------------- |
| Kirche St-Vaast | Erbaut im 12. Jahrhundert |          | PA00114740    | Inscrit      | 1970  | weitere Bilder |

## Liste der Objekte
- Monuments historiques (Objekte) in Margny-sur-Matz in der Base Palissy des französischen Kultusministeriums